# БЭСМ-6

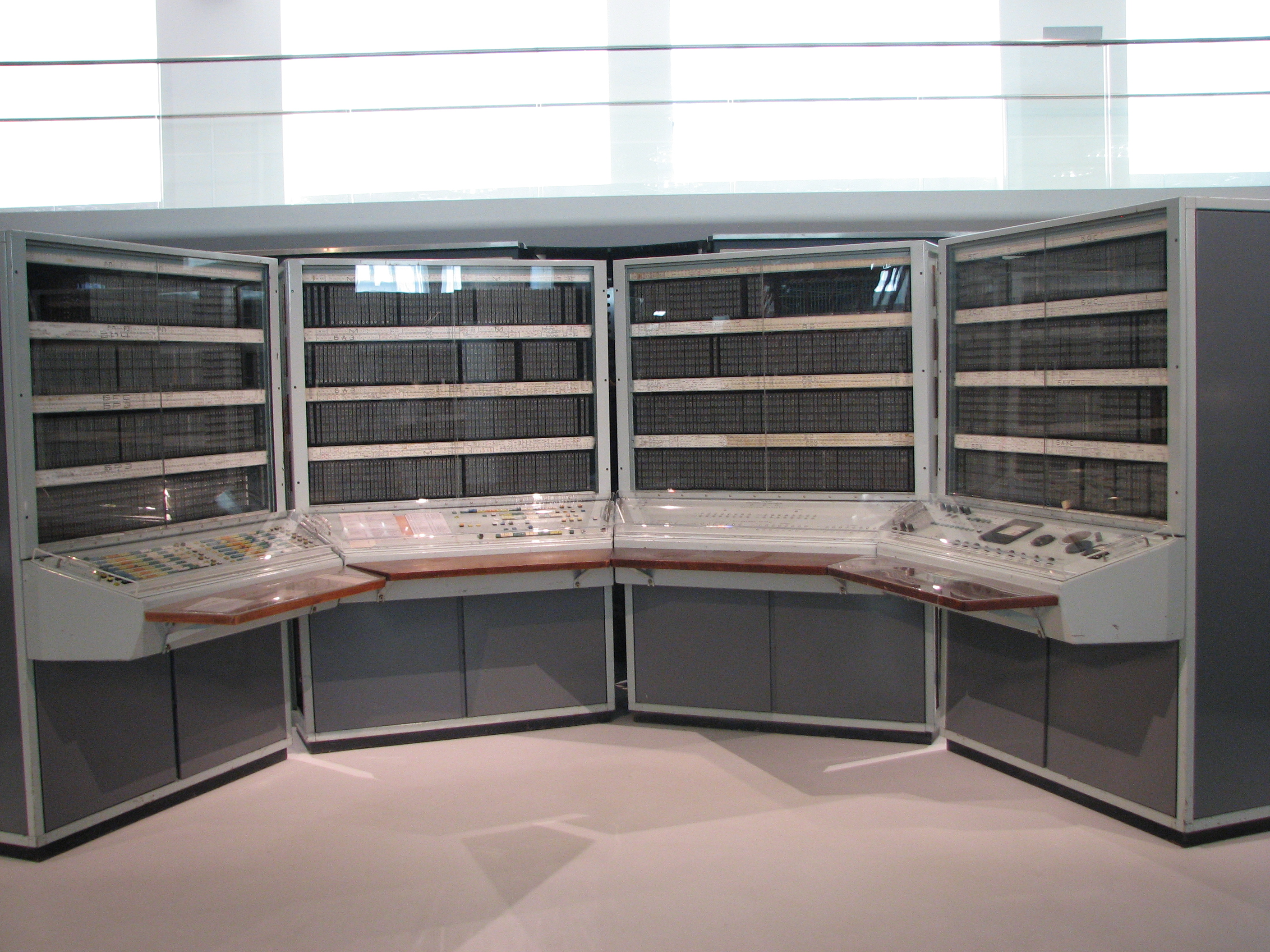
БЭСМ-6 у експозиції Музею науки, Лондон, Велика Британія

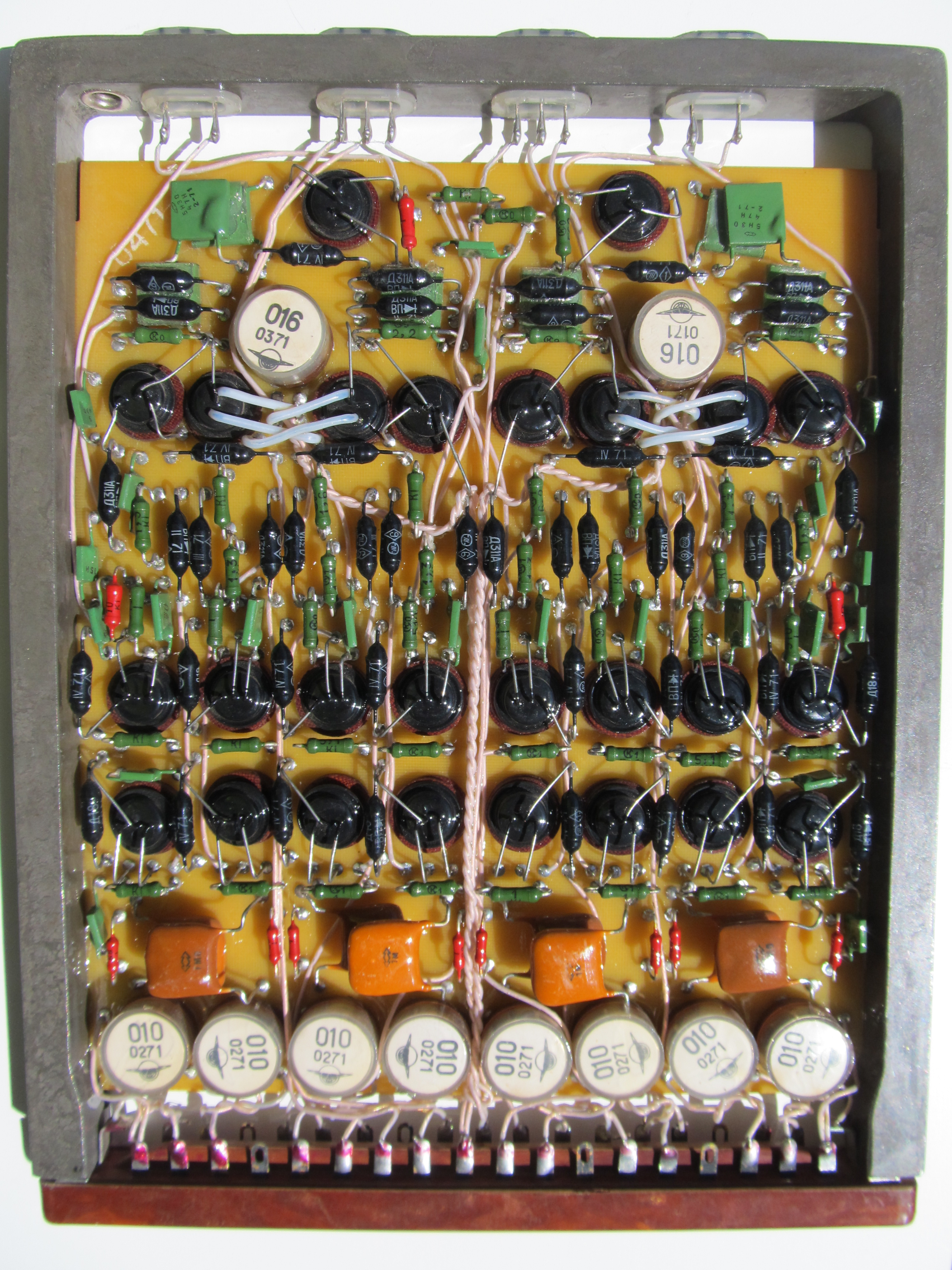
Одна з друкованих плат БЭСМ-6. Видно транзистори П416 у чорному корпусі.

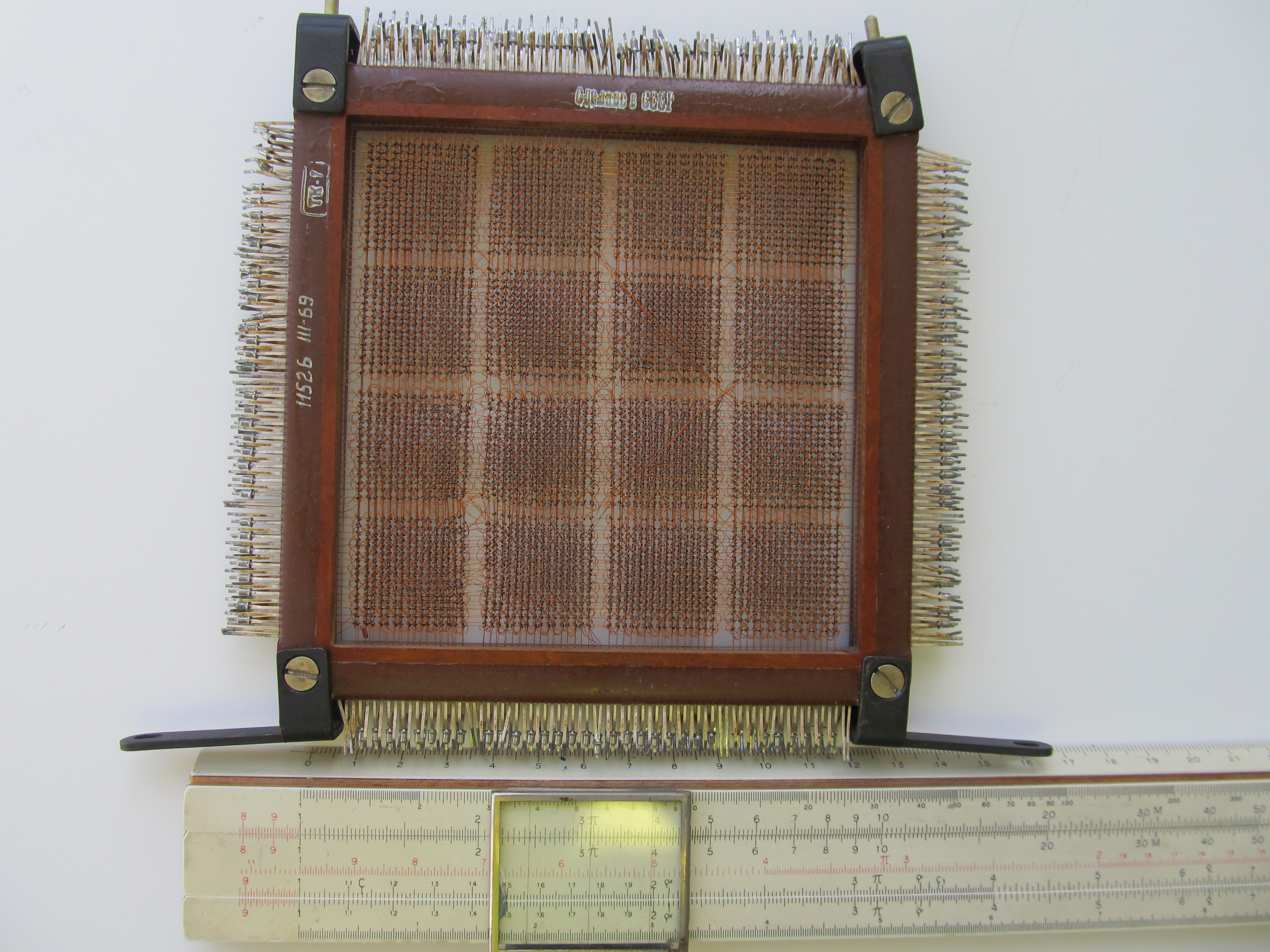
Пам'ять на феритових осердях

БЭСМ-6 — комп'ютер-мейнфрейм, створений у СРСР 1967-го року. Мав найвищу швидкодію серед усіх радянських комп'ютерів на той час (близько 1 мільйона операцій[яких?] за секунду, тобто 1 MIPS). Широко застосовувався в науковій та господарській діяльності, зокрема впродовж значного періоду був основою для втілення інформаційних технологій в науково-дослідних та інженерно-конструкторських установах України.[джерело?]
Всього вироблено 355 машин БЭСМ-6, остання (на мікросхемах) — 1987-го року.

## Архітектура і основні параметри
- Тактова частота: 9 МГц
- Елементна база: біполярні транзистори П416, напівпровідникові діоди
- Кількість транзисторів: 60000, кількість діодів: 180000
- Розрядність даних: 48 біт
- Розрядність адрес: 15 біт (відповідно, максимальний розмір адресованої пам'яті — 32768 слів)
- Швидкодія: приблизно 1 мільйон операцій за секунду
- Центральний процесор: конвеєрної архітектури
- Оперативна пам'ять: 8 банків (з одночасним доступом), на феритових кільцях
- Споживана потужність: близько 50 кВт

## Периферійні пристрої
- Принтер АЦПУ-128, вивід у кодуванні ГОСТ 10859[en]
- Електрична друкарська машинка Консул-254
- Термінали з електронно-променевою трубкою Videoton 340[1]

## Операційні системи
БЭСМ-6 став першим комп'ютером у СРСР, що постачався з підприємства-виготовлювача в комплекті з системним програмним забезпеченням (операційна система тощо).

## Програмне забезпечення
У системному програмному забезпеченні «стандартного» («з заводу») комплекту і «альтернативних» комплектів широко використовувалася парадигма «вільного програмного забезпечення» та «відкритих кодів» (але без вживання такої термінології).[джерело?]
Найвдаліші компоненти окремих операційних систем «переходили» в інші комплекти (найяскравішим прикладом є «моніторна система „Дубна“», яка крім «рідної» операційної системи «Дубна» надзвичайно широко використовувалася як «оболонка» із «заводською» операційною системою «ДИСПАК»).[джерело?]
За масштабів серійності виготовлення та постачання «БЭСМ-6» (хоча вони «на порядки» поступалися масштабам продажу сучасних персональних комп'ютерів) вже проявився «мережевий ефект»: з'являлося багато[джерело?] програмістів, зацікавлених розробляти програмне забезпечення для машини, що масово випускається, а поповнення програмного забезпечення збільшує попит на таку машину, що надалі збільшує зацікавленість програмістів-розробників (вони удосконалюють наявні продукти та створюють нові) практично «до безкінечності» (оскільки «БЭСМ-6» виготовлялася серійно понад 10 років цей ефект проявився дуже чітко).[джерело?]